# Arne Tollbom
Henning Arne Emil Tollbom (* 20. März 1911 in Helsinki, Finnland; † 16. November 1971 in Stockholm) war ein schwedischer Degenfechter.

## Erfolge
Arne Tollbom nahm an den Olympischen Spielen 1948 in London im Mannschaftswettbewerb teil. Dort erreichte er mit der schwedischen Equipe die Finalrunde, die er mit Per Carleson, Bengt Ljungquist, Carl Forssell, Sven Thofelt und Frank Cervell hinter Frankreich und Italien auf dem Bronzerang beendete.